# Csömödér-Páka vasútállomás
Csömödér-Páka vasútállomás egy Zala vármegyei vasútállomás, Csömödér településen, a MÁV üzemeltetésében.
A község belterületének délkeleti részén helyezkedik el, a másik névadó település, Páka központjától mintegy 2-2,5 kilométerre északra; közúti elérését a 7547-es útból kiágazó 75 327-es számú mellékút biztosítja.

## Vasútvonalak
Az állomást az alábbi vasútvonalak érintik:
- Zalaegerszeg–Rédics-vasútvonal

## Kapcsolódó állomások
A vasútállomáshoz az alábbi állomások vannak a legközelebb:
- Ortaháza megállóhely (Zalaegerszeg–Rédics-vasútvonal)
- Iklódbördőce megállóhely (Zalaegerszeg–Rédics-vasútvonal)

## Forgalom
| Járat        | Útvonal | Gyakoriság                    |
| ------------ | --- | ----------------------------- |
| személyvonat | Zalaegerszeg – Bocfölde – Sárhida – Bak – Baktüttös – Tófej – Rádiháza – Gutorfölde – Ortaháza – Csömödér-Páka – Iklódbördőce – Lentiszombathely – Lenti – Rédics | Napi 4 pár                    |
| személyvonat | Zalaegerszeg – Bocfölde – Sárhida – Bak – Baktüttös – Tófej – Rádiháza – Gutorfölde – Ortaháza – Csömödér-Páka – Iklódbördőce – Lentiszombathely – Lenti          | Nyári menetrendben napi 1 pár |